# Festival Internacional de Carilló de Barcelona
El Festival Internacional de Carilló de Barcelona és un cicle de concerts de carilló que té lloc al Palau de la Generalitat des de l'any 1994.
L'origen del Festival el trobem al Congrés Mundial de Carilló que va tenir lloc a Chambèri, França. En aquella trobada internacional es va anunciar el naixement del festival, que va formar part del postcongrés. Des d'aleshores, el Festival de Barcelona s'ha convertit en una referència dins del món del carilló, tant pel seu emplaçament, situat al cor d'una gran ciutat, com per la qualitat de l'organització i dels intèrprets convidats. L'any 2017 el festival va servir per promoure i difondre els concerts del XIX Congrés Mundial de Carilló, que va tenir lloc a Barcelona i altres localitats catalanes durant els primers dies de juliol.
El 2018 celebra l'edició número 25, amb quatre concerts repartits en dos caps de setmana.